# Mhangura Mine
Mhangura Mine – miasto w północnym Zimbabwe, w prowincji Maszona Zachodnia. Według danych na rok 2012 liczyło 2 930 mieszkańców.